# Olivier Gendebien
Olivier Gendebien (Bruselas, Bélgica, 12 de enero de 1924-Les Baux-de-Provence, 2 de octubre de 1998) fue un piloto de automovilismo belga que se destacó en el Campeonato Mundial de Resistencia, en particular como piloto oficial de Ferrari.
Gendebien luchó en la resistencia belga y en el ejército británico durante la Segunda Guerra Mundial. También estudió ingeniería y agricultura, y vivió varios años en el Congo Belga.
Como piloto de automóviles deportivos, obtuvo cuatro victorias absolutas en las 24 Horas de Le Mans de 1958, 1960, 1961 y 1962, tres en las 12 Horas de Sebring de 1959, 1960 y 1961, tres en la Targa Florio de 1958, 1961 y 1962, tres en el Tour de Francia Automovilístico 1957, 1958, 1959, dos en las 12 Horas de Reims de 1957 y 1958, y una en los 1000 km de Nürburgring de 1962.
Gendebien también disputó 15 Grandes Premios de Fórmula 1 para Ferrari, Equipe Nationale Belge, Reg Parnell y British Racing Partnership. Su mejor resultado de campeonato fue sexto en 1960, al lograr dos podios en cinco participaciones: segundo en el Gran Premio de Francia de 1960 y tercero en el Gran Premio de Bélgica de 1960. Puntuó en otres tres carreras, al llegar cuarto en el Gran Premio de Francia de 1959 y el Gran Premio de Bélgica de 1961, y quinto en el Gran Premio de Argentina de 1956.

## Resultados

### Fórmula 1
(Clave) (negrita indica pole position) (cursiva indica vuelta rápida)

| Año  | Escudería                 | 1       | 2   | 3     | 4       | 5       | 6       | 7     | 8      | 9   | 10      | 11      | Pos. | Puntos |
| ---- | ------------------------- | ------- | --- | ----- | ------- | ------- | ------- | ----- | ------ | --- | ------- | ------- | ---- | ------ |
| 1955 | Equipe Nationale Belge    | ARG     | MON | 500   | BEL DNP | NED     | GBR     | ITA   |        |     |         |         | NC   | 0      |
| 1956 | Scuderia Ferrari          | ARG 5   | MON | 500   | BEL     | FRA Ret | GBR DNP | GER   | ITA    |     |         |         | 23.º | 2      |
| 1958 | Scuderia Ferrari          | ARG     | MON | NED   | 500     | BEL 6   | FRA     | GBR   | GER    | POR | ITA Ret | MAR Ret | NC   | 0      |
| 1959 | Scuderia Ferrari          | MON     | 500 | NED   | FRA 4   | GBR     | GER     | POR   | ITA 6  | USA |         |         | 15.º | 3      |
| 1960 | Scuderia Ferrari          | ARG DNP | MON | 500   | NED     |         |         |       |        |     |         |         | 6.º  | 10     |
| 1960 | Yeoman Credit Racing Team |         |     |       |         | BEL 3   | FRA 2   | GBR 9 | POR 7  | ITA | USA 12  |         | 6.º  | 10     |
| 1961 | Equipe Nationale Belge    | MON DNQ | NED |       |         | GBR DNP | GER     | ITA   |        |     |         |         | 14.º | 3      |
| 1961 | Scuderia Ferrari          |         |     | BEL 4 | FRA     |         |         |       |        |     |         |         | 14.º | 3      |
| 1961 | UDT-Laystall Racing Team  |         |     |       |         |         |         |       | USA 11 |     |         |         | 14.º | 3      |

### 24 Horas de Le Mans
| Año  | Equipo           | Copilotos           | Automóvil             | Clase  | Vueltas | Pos. | Pos. Clase |
| ---- | ---------------- | ------------------- | --------------------- | ------ | ------- | ---- | ---------- |
| 1955 | Ecurie Belge     | Wolfgang Seidel     | Porsche 550 RS Spyder | S 1.5  | 276     | 5.º  | 2.º        |
| 1956 | Scuderia Ferrari | Maurice Trintignant | Ferrari 625 LM        | S 3.0  | 374     | 3.º  | 2.º        |
| 1957 | Scuderia Ferrari | Maurice Trintignant | Ferrari 250 TR        | S 5.0  | 109     | DNF  | DNF        |
| 1958 | Scuderia Ferrari | Phil Hill           | Ferrari 250 TR/58     | S 3.0  | 305     | 1.º  | 1.º        |
| 1959 | Scuderia Ferrari | Phil Hill           | Ferrari 250 TR/59     | S 3.0  | 263     | DNF  | DNF        |
| 1960 | Scuderia Ferrari | Paul Frère          | Ferrari 250 TR/59/60  | S 3.0  | 314     | 1.º  | 1.º        |
| 1961 | SEFAC Ferrari    | Phil Hill           | Ferrari 250 TRI/61    | S 3.0  | 333     | 1.º  | 1.º        |
| 1962 | SEFAC Ferrari    | Phil Hill           | Ferrari 330 TRI/LM    | E +3.0 | 331     | 1.º  | 1.º        |